# Diògenes (fill d'Arquelau)
Diògenes (en grec antic: Διογένης, llatí: Diogenes) va ser un militar fill del general Arquelau, un dels generals principals del rei Mitridates VI Eupàtor del Pont.
Igual que el seu pare, també va destacar com a militar a la Primera guerra mitridàtica, i va morir en la batalla de Queronea l'any 86 aC contra Sul·la.